# 프레즈노 팰컨스
| 프레즈노 팰컨스 |                                                                             |
| 콘퍼런스        | 서부 콘퍼런스 (2003년~2004년) 내셔널 콘퍼런스 (2004년~2008년)               |
| 디비전          | 퍼시픽 디비전 (2003년~2004년) (2005년~2008년) 웨스트 디비전 (2004년~2005년) |
| 설립연도        | 1946년 2003년 (ECHL 가입)                                                   |
| 해체연도        | 2008년                                                                      |
| 역사            | 프레즈노 팰컨스 (1946년~2008년)                                             |
| 경기장          | 셀랜드 아레나 세이브 마트 센터                                              |
| 연고지          | 캘리포니아주 프레즈노                                                       |
| 상징색          | 마린 블루, 금, 로열 블루                                                    |
| 구단주          |                                                                             |
| 단장            |                                                                             |
| 감독            |                                                                             |
| NHL 제휴        |                                                                             |
| AHL 제휴        |                                                                             |
| 정규시즌 우승   |                                                                             |
| 콘퍼런스 우승   |                                                                             |
| 디비전 우승     | 1 (2006)                                                                    |
| 켈리 컵         |                                                                             |
| 영구 결번       |                                                                             |

프레즈노 팰컨스(Fresno Falcons)는 미국 캘리포니아주 프레즈노를 연고지로 하는 2003년부터 2009년까지 ECHL 소속되었던 아이스 하키팀이다.

## 역대 홈경기장
| 경기장           | 사용기간      | 수용인원 | 장소                  | 비고 |
| ---------------- | ------------- | -------- | --------------------- | ---- |
| 프레즈노 팰컨스  |               |          |                       |      |
| 셀랜드 아레나    | 1968년~2003년 | 7,600명  | 캘리포니아주 프레즈노 | 빈칸 |
| 세이브 마트 센터 | 2003년~2008년 | 13,876명 | 캘리포니아주 프레즈노 | 빈칸 |